# Cethosia hormisda
Cethosia hormisda är en fjärilsart som beskrevs av Hans Fruhstorfer 1915. Cethosia hormisda ingår i släktet Cethosia och familjen praktfjärilar. Inga underarter finns listade i Catalogue of Life.